# Prostomis
Prostomis es un género de coleópteros de la familia Prostomidae.
Es de distribución holártica hasta Australia, con quince especies, una sola especie en el Neártico.

## Especies
Las especies de este género son:
- Prostomis africana Grouvelle, 1896
- Prostomis americanus
- Prostomis apoica
- Prostomis atkinsoni Waterhouse, 1877
- Prostomis beatae Schawaller, 1991
- Prostomis cameronica Schawaller, 1992
- Prostomis cornuta Waterhouse, 1877
- Prostomis edithae Schawaller, 1991
- Prostomis gladiator Blackburn, 1903
- Prostomis intermedia Blackburn, 1897
- Prostomis katrinae Schawaller, 1991
- Prostomis kinabaluca Schawaller, 1992
- Prostomis latoris Reitter, 1889
- Prostomis lawrencei Schawaller, 1993
- Prostomis luzonica Schawaller, 1992
- Prostomis magna Ito & Yoshitomi, 2017[4]
- Prostomis mandibularis (Fabricius, 1801)
- Prostomis mindanaoica
- Prostomis mordax Reitter, 1887
- Prostomis morsitans Pascoe, 1860
- Prostomis okinawaensis Ito & Yoshitomi, 2017[5]
- Prostomis novacaledonica
- Prostomis pacifica Fairmaire, 1881
- Prostomis papuana Schawaller, 1993
- Prostomis parva Ito & Yoshitomi, 2017[4]
- Prostomis samoensis Arrow, 1927
- Prostomis schlegeli Olliff, 1884
- Prostomis subtilis
- Prostomis susannae Schawaller, 1991
- Prostomis taiwanensis Ito & Yoshitomi, 2017[4]
- Prostomis tetragona Ito & Yoshitomi, 2017[4]
- Prostomis trigona Ito & Yoshitomi, 2016[6]
- Prostomis yaeyamaensis Ito & Yoshitomi, 2017[5]
- Prostomis weigeli